# Johan Fostier
Johan Fostier (né le 3 décembre 1971 à Philippeville) est un guitariste classique professionnel belge. Il est professeur de guitare aux conservatoires supérieurs d'Anvers (Belgique), de Gand(Belgique) et de Tilbourg (Pays-Bas).

## Biographie
Johan Fostier est diplômé du conservatoire royal de Bruxelles pour la guitare et la musique de chambre, de l'École normale de musique de Paris (dans la classe d'Alberto Ponce où il a obtenu le diplôme supérieur d'exécution et le diplôme de concertiste, du conservatoire de Fribourg[Lequel ?] (Joaquim Freire, Susanne Mebes) où il a obtenu en 2001 le diplôme de virtuosité, ainsi que de l'Université libre de Bruxelles.
Il a également étudié avec Eduardo Isaac, Nigel North, David Starobin (en) lors de stages internationaux et assisté aux master classes de Manuel Barrueco et David Russell.
Il est détenteur de quatre premiers prix dont un au concours de la Guitar Foundation of America (GFA) en 2001 et au Mottola Guitar Festival en 1999 (Italie), au concours De Bonis en 1999 (Italie) et au Tromp Muziek en 1998 (Pays-Bas).
Il est aussi lauréat d'autres concours comme l'Alhambra International Guitar Competition (en) en 2000 et 2004, le concours Philippos-Nakas à Athènes en 1997 et Le printemps de la guitare (Belgique) en 1998 où il obtient le prix spécial d'intérpretation,.
Il a joué avec l'Orchestre national de Belgique (ONB) et les Orchestres philharmoniques de Liège, de Moscou, de Kaliningrad, Het Brabant Orkest, l'Orchestre de chambre de Wallonie, l'Orchestre de chambre du Kremlin,… 
Il se produit en tant que soliste (en Russie, au Canada, aux États-Unis, au Brésil, au Chili, au Mexique, en Allemagne, en France, en Italie, en Espagne, aux Pays-Bas, au Maroc, en Estonie, en Suisse, en Afghanistan…) et donne des master classes ainsi que des stages d'été.
Il a créé Platero y yo avec le comédien Vincent Dujardin, et le spectacle Le Plaisir des sens auprès de la comédienne Catherine Lambrecht.
Le compositeur espagnol Mariano Ferrández lui a dédié ses Tres piezas para guitarra.

## Formations musicales
Il est membre : 
- du duo Almaviva qu'il a créé avec la soprano Evelyne Bohen
- du duo de guitares Delphine Bertrand / Johan Fostier
- du duo guitare et flûte avec Johan Fostier / Sandrine Desmet
- du quatuor de guitares Take Four Guitar Quartet
- du duo Una Corda avec Coline Dutilleul
- du duo "Les deux" avec Pia Grées [19]
- du quintet vocal Latino-américain Wappa Tonic.

## Discographie
- Johan Fostier - Guitar Recital (Naxos)
- Johan Fostier - Francisco Tárrega & Vicente Asencio guitar works (Ars Musici)
- Almaviva Duet - Por una canción (Guitart)
- Take Four Guitar Quartet - Take Four Guitar Quartet. (Ars Musici)
- Take Four Guitar Quartet - Tango perpetuel. (Ars Musici)[20]
- Wappa Tonic - 30 ° a capella[21]